# Polidiamante
| [[File:Polyiamonds-4.svg\|300px\|alt={{{Alt\|Los tres Tetradiamantes distintos]] File:Polyiamonds-4.svgLos tres Tetradiamantes distintos |

Baraja francesa: el 10 de diamantes

Un polidiamante (traducción del término inglés polyiamond o sencillamente iamond) es una poliforma basada en la concatenación de triángulos equiláteros. La palabra polidiamante  tiene su origen en la forma de un par de triángulos equiláteros unidos por la base, que se corresponde con el palo de diamantes de la baraja francesa. El nombre original en inglés (polyiamond) fue sugerido en 1961 por el escritor de matemática recreativa Thomas H. O'Beirne, en la revista New Scientist (número 1, página 164).

## Recuento
La cuestión combinatoria básica, es: ¿cuántos polidiamantes diferentes existen con un número dado de células? Como poliominós, los polidiamantes pueden situarse aislados o adosados al menos por una de sus lados. Los polidiamantes libres son invariantes sometidos a reflexión, así como a traslación y rotación. En un polidiamante unido por un lado, se distinguen las operaciones de reflexión.
El número de n-polidiamantes distintos para n = 1, 2, 3, … es:
1, 1, 1, 3, 4, 12, 24, 66, 160, … (sucesión A000577 en OEIS).
El número de n-polidiamantes libres con agujeros está dado por la sucesión oeis:A070764; el número de polidiamantes libres sin agujeros está dado por  oeis:A070764; el número de polidiamantes fijos está dado por oeis:A001420; y el número de polidiamantes de un lado está dado por oeis:A006534.
|  |

|  |

|  |

|  |  |  |

|  |  |  |  |

|  |  |  |  |  |  |  |  |  |  |  |  |

## Simetrías
Las simetrías posibles son la simetría de espejo, y las simetrías rotacionales de 2-, 3-, y 6- lóbulos, cada una de ellas combinada con la simetría especular.
La simetría rotacional de 2-lóbulos con y sin simetría de espejo requiere al menos de 2 y 4 triángulos, respectivamente. La simetría rotacional de 6-lóbulos con y sin simetría de espejo requiere al menos de 6 y de 18 triángulos respectivamente. La asimetría requiere al menos de 5 triángulos. La simetría rotacional de 3-lóbulos sin simetría de espejo requiere al menos de 7 triángulos.
En el caso de una única simetría de espejo, pueden distinguirse los casos del eje coincidente con alguno de los lados de los triángulos o rotado 30° (requieren al menos 4 y 3 triángulos, respectivamente); de igual forma, la simetría rotacional de 3-lóbulos, combinada con la simetría de espejo requiere al menos 18 triángulos y un triángulo respectivamente.

## Generalización
Como poliominós, pero diferentes a los polihexágonos, los polidiamantes tienen su correspondiente homología tridimensional, formada por la agregación de tetraedros. Sin embargo, los politetraedros no recubren por completo el espacio tridimensional, propiedad que los polidiamantes sí poseen en el espacio bidimensional.

## Teselaciones
Cada polidiamante de orden 6 o menos tiene la propiedad de poder recubrir por completo el plano. Así mismo, todos los polidiamantes de orden 7 (excepto uno), también son capaces de recubrir el plano.

## Correspondencia con los polihexágonos

Pentadiamante con su correspondiente pentahexágono superpuesto.

Cada polidiamante se corresponde con un polihexágono, como se muestra en la imagen adjunta. A su vez, cada polihexágono es también un polidiamante, porque cada célula hexagonal de un polihexágono es la unión de seis triángulos equiláteros adyacentes. Aun así, la correspondencia entre ambos conjuntos no es biunívoca.